# Cade Cunningham
Cade Cunningham (Arlington, 2001. szeptember 25. –) amerikai kosárlabdázó, aki jelenleg a Detroit Pistons játékosa a National Basketball Associationben (NBA) és az Oklahoma State Cowboys csapatában játszott egyetemen. A 2021-es NBA-draft egyik legmagasabban értékelt játékosa volt, az első helyen választotta a Pistons.
Cunningham a Bowie High Schoolban kezdte el középiskolai karrierjét, Arlingtonban, mielőtt a floridai Montverde Academybe váltott volna, ahol ötcsillagos utánpótlás játékosnak tekintették. Utolsó évében minden idők egyik legjobb középiskolai csapatát vezette és az ország legjobbjának választották.
Cunningham az Oklahoma State Egyetemet választotta, mint karrierjének következő pontja és első szezonja után beválasztották az Consensus All-American Első csapatba és megválasztották a Big 12 Az év játékosának. A 2019-es FIBA U19-es világbajnokságon aranyérmet nyert.

## Korai évek
Cade Cunningham 2001. szeptember 25-in született Arlingtonban (Texas), Carrie és Keith Cunningham gyermekeként. Gyerekkorában quarterbackként játszott amerikai futballt, ami szerinte segített neki, hogy passzolási képessége jobb legyen. Cunningham, bátyját látva, elkezdett kosárlabdázni, gyakran apjával és testvérével játszva. Cunningham irányító volt a Barnett Junior Középiskolában. Gyermekkora óta a Texas Titans csapatában játszott az AAU tornákban.

## Középiskolai évek

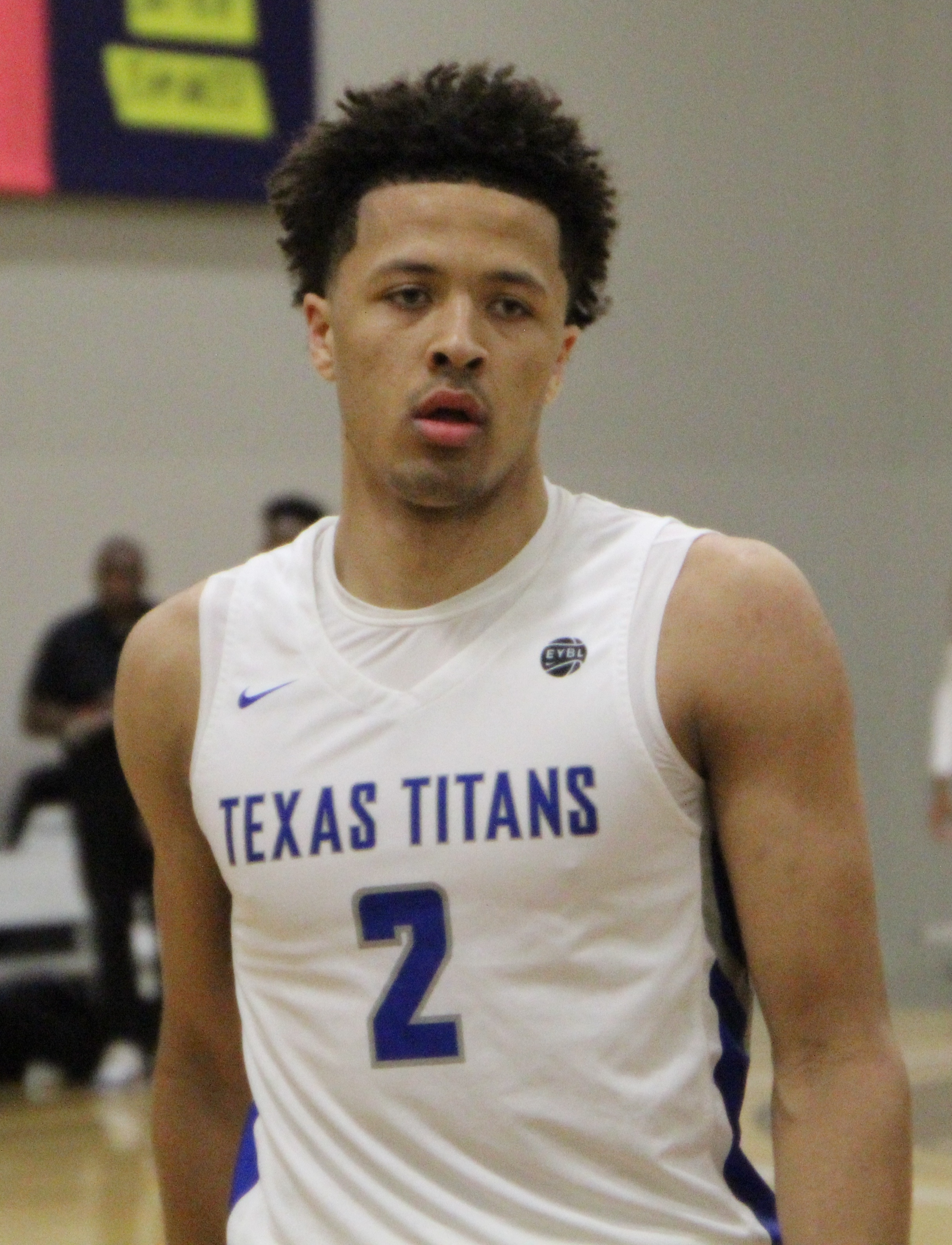
Cunningham a Texas Titans színeiben, 2019 nyarán.

Cunnignham középiskolai karrierjét a Bowie High School játékosaként kezdte, Arlingtonban. Nem sokkal elsőéves szezonjának kezdete után a kezdőcsapat tagja lett. Cunningham 15.2 pontot, 6.4 lepattanót és 3 gólpasszt átlagolt mérkőzésenként, amellyel régiódöntőbe jutott a Bowie, őt pedig az Év újoncának nevezték a District 4-6A körzetben. 2017 decemberében megsérült, miközben zsákolni próbált egy houstoni tornán. A szezonban végül 18.8 pontot, 8.2 lepattanót és 5.3 gólpasszt átlagolt. Ezen alkalommal a District 4-6A MVP-je lett és beválasztották a Texas Association of Basketball Edzők All-Region csapatába.
Harmadik évére Cunningham a Montverde Academy játékosa lett, Floridában. Az iskola ismert kosárlabdaprogramjáról, a USA Today a csapatot az ország legjobbjának nevezte, tanulmányi eredmények és edzők alapján. 2019. február 2-án Cunnignham 26 pontot, 9 gólpasszt és 7 lepattanót szerzett az Oak Hill Academy elleni 76–51 arányú győzelem során, amely a nemzet egyik legjobb kosárlabdacsapata volt. Ezen szezon végére Cunningham 11.4 pontot, 5.7 lepattanót 5.5 gólpasszt átlagolt. A szezont követően Cunninghamet a Nike Elite Youth Basketball League MVP-jének választották, miután 25.1 pontot, 6.6 lepattanót és 5.2 gólpasszt szerzett meccsenként a Texas Titans játékosaként. Ekkor Greg Brown és Mike Miles csapattársa is volt.
Utolsó évében a Montverdével a legjobb utánpótlás játékosok közül többen is csatlakoztak hozzá a csapatban, mint Scottie Barnes és Day'Ron Sharpe. Sokan ezt a csapatot minden idők legjobb középiskolai csapatának tartották. Cunningham 13.9 pontot, 6.4 gólpasszt és 4.2 lepattanót átlagolt, amelynek köszönhetően a Monteverde veretlen volt a szezonban, 25 mérkőzést megnyerve. Mindössze 22 percet játszott meccsenként csapatának mélysége miatt. A szezon végén elnyerte a Mr. Basketball USA díjat, a Naismith Prep Az év játékosa díjat és a MaxPreps National Az év játékosa díjat. Cunninghamet beválasztották a McDonald's All-American csapatba, illetve részt vett volna a Jordan Brand Classicon és a Nike Hoop Summiton, de mindhárom eseményt lemondták a Covid19-pandémia miatt.
| Értékelő  | Értékelés | Helyezés |
| --------- | --------- | -------- |
| Rivals    | 5/5       | 1        |
| 247Sports | 5/5       | 1        |
| ESPN      | 5/5       | 2        |
| ESPN      | 97/100    | 2        |

## Egyetem
Egyetemi debütálásán 2020. november 25-én Cunningham 21 pontot és 10 lepattanót szerzett a UT Arlington elleni 75–68 arányú győzelem során. December 8-án 29 pontja volt, amelyből 13-at az utolsó 91 másodpercben hozott össze az Oral Roberts ellen. Négy nappal később Cunningham 11 másodperccel a mérkőzés előtt szerzett egy hárompontost, ezzel megnyerve a mérkőzést csapatának a Wichita State (67–64) ellen. 2021. február 27-én karrierrekord 40 pontja és 11 lepattanója volt az Oklahoma elleni 94–90-es hosszabbítás utáni győzelem során. Ezen teljesítményével elnyerte az Oscar Robertson A hét országos játékosa díjat. Cunningham 25 pontot, 8 lepattanót és 5 gólpasszt szerzett a listavezető Baylor elleni meglepetés győzelem (83–74) alatt, a Big 12 elődöntőben, 2021. március 12-én. Elsőéves szezonjában 20.1 pontot, 6.2 lepattanót, 3.5 gólpasszt és 1.6 labdaszerzést átlagolt.
Sikeres szezonja után beválasztották az Consensus All-American Első csapatba. Bob Kurland (1944–46) óta ő volt az első Oklahoma State-játékos, aki ezt elérte. A negyedik játékos lett, aki egy évben elnyerte a Big 12 Az év játékosa és a Big 12 Az év elsőévese díjakat, Marcus Smart, Kevin Durant és Michael Beasley után. Ezek mellett beválasztották az All-Big 12 Első csapatba, a Big 12 Újonc csapatba és az Elsőéves csapatba. Cunningham több NCAA Division I díjat is elnyert: a Wayman Tisdale-díjat, a Sporting News Az év elsőévese díjat és a National Association of Basketball Az edzők év elsőévese díjat.
2021. április 1-én bejelentette, hogy részt fog venni a 2021-es NBA-drafton, leadva fennmaradó egyetemi játékjogát.

## NBA-karrier

### 2021–napjainkig: Detroit Pistons
A 2021-es NBA-drafton Cunninghamet a Detroit Pistons az első helyen választotta.

## Válogatottság
Cunningham tagja volt a 2019-es FIBA U19-es Világbajnokságon aranyérmet szerző amerikai válogatottnak, Iráklióban (Görögország). Hét mérkőzés alatt 11.7 pontot, 5.7 gólpasszt és 4.9 lepattanót átlagolt. A döntőben ő szerezte a legtöbb pontot, 21-gyel, amely mellett volt 7 lepattanója és 7 gólpassza a Mali elleni 93–79 arányú győzelem során.

## Statisztikák

### Egyetem
| Év        | Csapat         | JM | KM | JP/M | MG%  | 3P%  | BD%  | LP/M | GP/M | L/M | B/M | P/M  |
| --------- | -------------- | -- | -- | ---- | ---- | ---- | ---- | ---- | ---- | --- | --- | ---- |
| 2020–2021 | Oklahoma State | 27 | 26 | 35,4 | .438 | .400 | .846 | 6,2  | 3,5  | 1,6 | 0,8 | 20,1 |

### NBA

#### Alapszakasz
| Év        | Csapat          | JM  | KM  | JP/M | MG%  | 3P%   | BD%  | LP/M | GP/M | L/M | B/M | P/M  |
| --------- | --------------- | --- | --- | ---- | ---- | ----- | ---- | ---- | ---- | --- | --- | ---- |
| 2021–2022 | Detroit Pistons | 64  | 64  | 32,6 | .416 | .314  | .845 | 5,5  | 5,6  | 1,2 | 0,7 | 17,4 |
| 2022–2023 | Detroit Pistons | 12  | 12  | 33,3 | .415 | .279  | .837 | 6,2  | 6,0  | 0,8 | 0,6 | 19,9 |
| 2023–2024 | Detroit Pistons | 62  | 62  | 33,5 | .449 | .355  | .869 | 4,3  | 7,5  | 0,9 | 0,4 | 22,7 |
| 2024–2025 | Detroit Pistons | 70  | 70  | 35,0 | .469 | .356  | .846 | 6,1  | 9,1  | 1,0 | 0,8 | 26,1 |
| Karrier   | Karrier         | 208 | 208 | 33,7 | .446 | .339  | .853 | 5,4  | 7,4  | 1,0 | 0,6 | 22,1 |
| All-Star  | All-Star        | 1   | 0   | 5,4  | .667 | 1.000 | –    | 1,0  | 1,0  | 0,0 | 0,0 | 5,0  |

#### Rájátszás
| Év      | Csapat          | JM | KM | JP/M | MG%  | 3P%  | BD%  | LP/M | GP/M | L/M | B/M | P/M  |
| ------- | --------------- | -- | -- | ---- | ---- | ---- | ---- | ---- | ---- | --- | --- | ---- |
| 2025    | Detroit Pistons | 6  | 6  | 41,3 | .426 | .179 | .833 | 8,3  | 8,7  | 1,8 | 1,3 | 25,0 |
| Karrier | Karrier         | 6  | 6  | 41,3 | .426 | .179 | .833 | 8,3  | 8,7  | 1,8 | 1,3 | 25,0 |

## Magánélete
Cunningham apja, Keith Cunningham egyetemen játszott amerikai futballt a Texas Tech csapatában. Bátyja, Cannen az SMU játékosaként volt kosárlabdázó egyetemen, megdöntve a rekordot a csapatban játszott legtöbb mérkőzésért, mielőtt egy szezont Lengyelországban töltött volna profi szerződés alatt. Cannen később edző lett, az Oklahoma State asszisztens edzője volt a 2019–2020-as szezontól. Cunninghamnek egy lánya van, Riley, aki 2018-ban született. 2019 óta vegán.